# かりゆしクラブ
かりゆしクラブ（旧名：琉球独立党）は、沖縄県を拠点に活動し、琉球独立を訴えている政治団体。また、道州制や一国二制度に賛成している。2021年現在では首都圏でも活動している。2021年時点の代表は屋良朝助。

## 活動
- 1968年 - 「沖縄人の沖縄をつくる会」（会長当間重剛、事務局長崎間敏勝）結成。新聞広告などで琉球独立を訴える。党史では「本土政府の圧力で3か月で行き詰まる。」とする。
- 1970年7月 - 上記を母体として琉球独立党が発足。崎間敏勝（大衆金融公庫元総裁）が党首。野底武彦（沖縄で最初の公認会計士）らが中心になって結成された。当間重剛も支持。
- 1971年
  - 10月1日 - 琉球独立論としての『どうすれば通貨不安は解消できるか』を発行。
  - 6月27日 - 参議院議員選挙に崎間敏勝が出馬したが落選。翌年には沖縄返還がなったこともあって党勢が伸び悩んだ。
- 1972年
  - 1月15日 - 那覇市の成人式で屋良朝助が琉球は独立すべきだと、成人代表演説を行い、屋良朝苗主席や平良良松那覇市長らを鋭く批判する。
  - 1月22日 - 映画シンポジウム「さらば、幻視の祖国よ！」を竹中労らと共に催す。
  - 8月1日 - 機関誌『三星天洋』の発行。
- 1978年7月30日 - 「ナナサンマル」（交通制度の変更）が実施され、琉球独立党がその反対運動を行う。しかしそれ以降は活動停止状態になる。
- 2005年8月15日 - 党員の屋良朝助の働きかけにより、屋良が党首、野底が名誉党首となって活動を再開した。
- 2006年
  - 6月24日 - 与那国町、石垣市、那覇市で独立を訴えるビラを配布。
  - 6月27日 - 屋良朝助著『新沖縄独立論 琉球共和国 夢から現実へ』を発行。同日及び7月31日に東京新宿で、9月1日に飯田橋で、琉球独立論を語る政治集会を開催する。
  - 7月17日 - 那覇市で独立を訴えるビラを配布。
  - 11月 - 沖縄県知事選挙に屋良が出馬し、得票数6,220票、得票率0.93%で落選した。
  - 12月31日から年越しの街頭演説をする。
- 2007年
  - 6月23日 - 国際反戦デーに参加し、沖縄県主催式典に来場の内閣総理大臣の安倍晋三に抗議する。
  - 10月7日 - 名誉党首・野底武彦を偲ぶ会、及び琉球独立討論会を開催。
- 2008年
  - 3月3日 - 党名を「かりゆしクラブ」に変更。
  - 11月3日 - 30名程が、日本、沖縄で最初の尖閣諸島に関するデモ、第一回尖閣諸島沖縄領有アピール集会・デモを行った。
  - 11月16日 - 沖縄県那覇市長選挙で屋良がかりゆしクラブ公認候補として立候補するも、落選した。
- 2009年
  - 1月30日 -「薩摩の琉球支配から400年・日本国の琉球処分130年を問う会」を屋良朝助が提案、会を結成し、共同代表となる。問う会は琉球独立の論考を15人ほどの独立論者が寄稿し、記念誌を発行。その後10回程のシンポジウムや活動を行い2013年に解散。
  - 7月5日 - 第18回那覇市議会議員選挙に屋良が出馬したが得票数465.793で落選。沖縄で琉球独立を主張して選挙に出た者で初めて供託金が返還された（供託金没収ライン331.1票）。
  - 7月11日 - 第二回尖閣諸島沖縄領有アピールして 集会・デモを行った。
  - 11月8日 - 「辺野古への新基地建設と県内移設に反対する県民大会」にビラを配布し、旗を掲げ、独立をアピールした。
  - 12月31日から年越しの街頭演説。
- 2010年
  - 1月30日 -「普天間基地はいらない辺野古の新基地建設を許さない1・30全国集会」に参加し、自衛隊基地撤去、米軍基地撤去と共に東京で初めて、琉球独立の旗を掲げ、独立をアピールした為、注目された。
  - 4月25日 -「普天間基地の県内移設に反対する4.25沖縄県民大会」にビラを配布し、旗を掲げ、独立をアピールした。
- 2013年
  - 6月12日 - 統一テーマ「今なぜ琉球独立か？」で「琉球独立講演会・勉強会」を開催。このときニューヨークタイムズの取材を受け、内外から注目される。
  - 7月21日 - 第19回那覇市議会議員選挙に屋良が出馬。705.948票（按分されたため小数値）で落選。
- 2014年
  - 2月12日 - 県庁前で「ケネディ大使来沖　仲井真知事抗議　辺野古基地反対　沖縄県庁前集会」に参加。
  - 2月14日 - 県庁前で行われた「仲井真知事辞任要求　沖縄県庁包囲行動」に参加。
  - 3月2日 - 普天間野嵩ゲート前で金城実氏他基地反対派とともに「基地反対と琉球自立独立アピール決起集会」を行う。
  - 3月21日 - 「第一回 平和のための琉球自立独立パレード」を多くの琉球独立派に呼びかけ、琉球自立独立平和パレード実行委員会の名でかりゆしクラブが主導し決行。参加者約60名。史上初の琉球独立を主にしたデモとなった。
  - 4月29日 - 「第二回 平和のための琉球自立独立パレード」を琉球自立独立平和パレード実行委員会の名でかりゆしクラブが主導し決行。参加者約120名に膨れ上がる。
  - 8月3日 - 「琉球独立運動 同志 屋良光子お別れ会」が開催される。同時に比嘉康文講演「琉球独立運動の歴史と現在の活動と未来の展望」も行われる。
  - 11月16日 - 那覇市議会議員補欠選挙に琉球独立を訴えた屋良が出馬するも10,093票で最下位落選。
- 2015年2月22日 - 屋良朝助と琉球独立派が日本政府に抗議し琉球独立を要求した。かりゆしクラブ党員も参加（辺野古新基地建設反対キャンプシュワブ前集会）。
- 2018年5月15日 - 朝鮮民主主義人民共和国および指導者金正恩の支持を表明し、その核兵器の放棄に反対する。

## 政治的立場
- イデオロギーは中道或いは中道左派。
- 政体は共和制。
- 社会体制は資本主義。沖縄の自立経済を目指す。
- 尖閣諸島の領有権は沖縄（琉球）にある。
- 尖閣諸島問題の解決法は自衛隊が武力で領土保全。
- 核兵器は場合によって米国の核の傘に入る。
- 独立後も場合によって日本との軍事連合を行い、自衛隊や米軍に基地を提供することはありうる。
- 徴兵制度はしない。
- 道州制になったら奄美大島は琉球州に属する（奄美自治県）。
- ウイグル、チベット、台湾独立は賛成。
- 日本、アメリカ、中国と平等外交が理想[3]。
- 瀬長亀次郎とその業績を称える日本共産党を批判。
- 北朝鮮とその指導者の金正恩を支持。
- 北朝鮮の保有する核兵器の放棄に反対。

党旗
党旗として、三星天洋旗（黄金三星（くがにみちぼし））をと定めている。これは同党の党旗であると共に、独立後の琉球共和国の国旗と想定している。

## 脚註
1. 1 2 3 4  かりゆしクラブ平成30年収支報告書 (PDF) 総務省 2019年11月29日公表分
2. ↑  琉球独立党平成30年収支報告書 (PDF) 総務省 2019年11月29日公表分
3. ↑  “かりゆしクラブ政治的立場早分かり”. www.ntt-i.net.   かりゆしクラブ. 2021年3月15日時点のオリジナルよりアーカイブ。2021年4月26日閲覧。